# Diszplázia
A diszplázia a kéz bőrfodorszál-struktúrájának atipikus, örökletes rendellenessége.
A bőrléc-rendszer nem alkot összefüggő, hosszanti vonalakat, hanem fragmentumokra esik szét. Általában az ujjak első percén fordulnak elő (daktiloszkópiai értelemben vett első perc ahol a köröm is van), ritkábban a második-harmadik percen, legritkábban a tenyéren. A totális diszplázia, tehát mind a tíz ujj diszpláziás elváltozása ritka, nagyjából egymillió emberből egyszer fordul elő. Részleges diszplázia (egy vagy néhány ujj) nagyjából minden ezredik embernél fordul elő. A diszpláziás elváltozás egyedi és az élet során változatlan, tehát daktiloszkópiai azonosításra maradéktalanul alkalmas.